# Margaluyu (Cikoneng)
Margaluyu is een bestuurslaag in het regentschap Ciamis van de provincie West-Java, Indonesië. Margaluyu telt 6469 inwoners (volkstelling 2010).